# Charles A. Wolverton
Charles Anderson Wolverton, född 24 oktober 1880 i Camden i New Jersey, död 16 maj 1969 i Camden i New Jersey, var en amerikansk politiker (republikan). Han var ledamot av USA:s representanthus 1927–1959.
Wolverton efterträdde 1927 Francis F. Patterson som kongressledamot och efterträddes 1959 av William T. Cahill.